# کوکی زالازار
کوکی زالازار (انگلیسی: Kuki Zalazar؛ زادهٔ ۵ مهٔ ۱۹۹۸) بازیکن فوتبال اهل اسپانیا است.
از باشگاه‌هایی که در آن بازی کرده‌است می‌توان به باشگاه فوتبال رئال وایادولید اشاره کرد.
وی همچنین در تیم‌های ملی فوتبال زیر ۱۶ سال اسپانیا و زیر ۱۷ سال اسپانیا بازی کرده‌است.